# Gerrhonotus
Gerrhonotus – rodzaj jaszczurek z podrodziny Gerrhonotinae w rodzinie padalcowatych (Anguidae).

## Zasięg występowania
Rodzaj obejmuje gatunki występujące w Stanach Zjednoczonych, Meksyku, Gwatemali, Kostaryce i Panamie. 

## Systematyka

### Etymologia
- Gerrhonotus: γερρον gerrhon „tarcza z plecionki”[6]; -νωτος -nōtos „-tyły, -grzbiety”, od νωτον nōton „tył, grzbiet”[7].
- Coloptychon: gr. κολος kolos „krótki”[8]; πτυξ ptux, πτυχος ptukhos „fałda, warstwa”, od πτυσσω ptussō „sfałdować”[9]. Gatunek typowy: Gerrhonotus rhombifer Peters, 1876.

### Podział systematyczny
Do rodzaju należą następujące gatunki: 
- Gerrhonotus farri Bryson & Graham, 2010
- Gerrhonotus infernalis Baird, 1859
- Gerrhonotus lazcanoi Banda-Leal, Nevárez-de los Reyes, Bryson, 2017
- Gerrhonotus liocephalus Wiegmann, 1828
- Gerrhonotus mccoyi García-Vázquez, Contreras-Arquieta, Trujano-Ortega & Nieto-Montes de Oca, 2018
- Gerrhonotus ophiurus Cope, 1867
- Gerrhonotus parvus Knight & Scudday, 1985
- Gerrhonotus rhombifer Peters, 1876